# Always Crashing in the Same Car
Always Crashing in the Same Car è un brano musicale composto e registrato dal cantautore britannico David Bowie e facente parte del suo album Low del 1977.

## Il brano
Ultima traccia registrata per l'album, venne completata nel novembre 1976 dopo molti ripensamenti da parte di Bowie, che ne cambiò diverse volte l'arrangiamento.
Il testo della canzone esprime la frustrazione provata nel ripetere gli stessi errori di continuo. Il narratore racconta di ritrovarsi a guidare ad alta velocità in tondo all'interno di un garage di un hotel, cercando di evitare il pericolo, ma finendo comunque per andare a sbattere ogni volta, mentre una ragazza di nome Jasmine osserva la scena.
Il brano si riferisce ad un incidente reale occorso a Bowie quando era all'apice della sua dipendenza dalla cocaina. Guidando la propria Mercedes, Bowie aveva individuato in strada uno spacciatore che egli credeva lo avesse truffato. Per vendicarsi, speronò ripetutamente l'auto dello spacciatore, dopo di che tornò al suo albergo e finì per guidare in circolo nel garage sotterraneo dell'hotel. Secondo un'altra versione invece, l'episodio si riferirebbe semplicemente a quando Bowie, un po' alticcio alla guida, non riuscì a parcheggiare l'auto in un parcheggio sotterraneo di Berlino continuando a girare in tondo e rigando vistosamente le fiancate dell'auto sbattendo contro le altre macchine in sosta.
Il brano è costituito da due strofe, sebbene in origine avrebbero dovuto essere tre. In studio, Bowie cantò una terza strofa con un tono di voce alla Bob Dylan. Tuttavia, dato il celebre incidente motociclistico di Bob Dylan di qualche anno prima, e data la tematica della canzone, la band considerò la trovata troppo grossolana, e Bowie chiese a Tony Visconti di cancellare la strofa dalla registrazione.

## Esecuzioni dal vivo
Il 16 ottobre 1997 Bowie e Reeves Gabrels eseguirono una versione acustica del brano durante una trasmissione radiofonica della stazione radio WRXT.
Una versione del vivo, registrata a Londra il 27 giugno 2000 al BBC Radio Theatre, è stata pubblicata sul bonus disc accluso alle prime stampe dell'album Bowie at the Beeb del 2000. Questa versione comprende un'estesa introduzione con tanto di chitarra acustica.

## Formazione
- David Bowie: Voce, sintetizzatori ARP
- Ricky Gardiner: Chitarra solista
- Carlos Alomar: Chitarra ritmica
- Brian Eno: EMS Synthi AKS, trattamento chitarra
- George Murray: Basso
- Roy Young: Pianoforte, organo
- Dennis Davis: Batteria

## Cover
- Ultramar
- The Yummy Fur - Stereo Girls (1997)
- Bluvertigo - Zero - ovvero la famosa nevicata dell'85 (1999)
- Stevie Salas - Shapeshifter: The Fall and Rise of Stevie No Wonder (2002)
- Danny Michel - Loving the Alien: Danny Michel Sings the Songs of David Bowie (2004)
- Chairlift - We Were So Turned On: A Tribute to David Bowie (2010)
- Geoff Berner - Ikh Krakh Tomid Arayn In Der Zelber Mashin (2015)

## Curiosità
- Il gruppo pub rock Eddie and the Hot Rods, ironicamente, intitolò una propria canzone Always Crashing in the Same Bar.
- Il titolo della canzone è citato nel romanzo del 2003 La moglie dell'uomo che viaggiava nel tempo (The Time Traveler's Wife) di Audrey Niffenegger come sottotitolo del capitolo Christmas Eve, One.